# Perkozek długodzioby
Perkozek długodzioby (Tachybaptus rufolavatus) – wymarły gatunek ptaka z rodziny perkozów (Podicipedidae). Znany był jedynie z terenu jeziora Alaotra oraz otaczających go jezior w północno-wschodnim Madagaskarze. Ostatnia potwierdzona obserwacja miała miejsce w 1985 roku. Stwierdzenia spoza rejonu jeziora Alaotra uznawane są za niewiarygodne, ponieważ gatunek raczej nie był zdolny do długotrwałego lotu, więc najprawdopodobniej nigdy nie występował daleko od tego jeziora.

## Morfologia
Długość ciała około 25 cm. Niewielki perkoz o dość długim, grubym dziobie i krótkich skrzydłach. W szacie godowej ciemna, oleiście czarna „czapka” i pas na karku. Gardło i pokrywy uszne jasnocynamonowe, spód ciała rdzawy i cętkowany, grzbiet ciemnobrązowawy. Charakterystyczna jasnożółta tęczówka i „wąsy”. Dziób czarniawy z białą końcówką.

## Ekologia
Gatunek osiadły; uważa się, że małe skrzydła uniemożliwiały mu latanie na duże odległości. Alaotra, gdzie występował, to duże, płytkie i słonawe jezioro. Jego brzegi były porośnięte gęstą roślinnością, w tym ciborą papirusową i trzcinami. Zwykle ptak ten występował w parach, czasami w towarzystwie perkozka zwyczajnego (Tachybaptus ruficollis). Żywił się niemal wyłącznie rybami. Lęgi odnotowywano od stycznia do czerwca, poza tym brak informacji.

## Wymarcie
Ostatnia udokumentowana obserwacja dokonana była na jeziorze Alaotra w 1985 roku. Ptaki przypominające perkozki długodziobe obserwowano też w 1986 i 1988 roku, aczkolwiek mogły to być hybrydy perkozka długodziobego i perkozka zwyczajnego. Obszary występowania perkozka długodziobego kilkukrotnie intensywnie przeszukiwano w celu odkrycia żyjących być może ostatnich osobników tego endemicznego gatunku, ale nie przyniosły one rezultatów. W maju 2010 roku międzynarodowa organizacja ornitologiczna BirdLife International podała, że gatunek jest oficjalnie wymarły – po 25 latach od ostatniej potwierdzonej obserwacji gatunku.
Spadek liczebności tego gatunku w XX wieku nastąpił głównie z powodu degradacji środowiska naturalnego oraz wprowadzenia obcych gatunków zwierząt, przede wszystkim bassa wielkogębowego (Micropterus salmoides) i żmijogłowa paskowanego (Channa striata). Krzyżowanie się perkozka długodziobego z perkozkiem zwyczajnym uważa się za jedną z głównych przyczyn zaniknięcia tego gatunku, w pewnym stopniu mogło się też do tego przyczynić kłusownictwo.